# うちのポチ
うちのポチは、1990年にSANKYOが開発・発売した犬を主人公とした羽根モノのパチンコ機。
初代『うちのポチI』は同社の『ロボスキーI』（1987年）で採用された「役物の背後を経由し、足の間からVを狙う」というゲーム性を引き継いでいる。賞球数を少なくした『うちのポチII』も発売された。効果音は異なるもののそれ以外のゲーム性は『うちのポチI』と全く同じである。
2005年9月には普通機として『CRうちのポチSP』、『うちのポチDX』が発売された。

## 概要
- 『うちのポチI』は「女性向けのパチンコ機」をコンセプトとしており、SANKYOの女性開発者が企画、デザインを担当し、開発された。
- リメイク版の『CRうちのポチSP／うちのポチDX』は普通機としてリリースされた。チューリップ連動で出球を増やす羽根モノ全盛以前の昭和時代の雰囲気を持つゲーム性となっている。
- ソニー・クリエイティブプロダクツのキャラクター、『タマ&フレンズ』（『うちのタマ知りませんか?』）とのキャラクターの類似性が見受けられるが、関連はない。

## スペック
- 『うちのポチI』（1990年2月）
  - 賞球数 13 大当たり最高8R継続 10C
- 『うちのポチII』
  - 賞球数 5&10 大当たり最高8R継続 10C
- 『CRうちのポチSP／うちのポチDX』（2005年9月）
  - CR機版と現金機版はスペックは同じ。
  - 賞球数 10

※データ値はメーカー発表。

## 関連商品
- 『パチンコ・ミュージック・フロム三共II』（キングレコード、1991年3月21日、KICA-1027）
- 『パチンコ着メロ from SANKYO』（キングレコード、2000年6月7日、KICA-1234）